# Ivo Pertile
Ivo Pertile (ur. 12 sierpnia 1971 w Predazzo) – włoski skoczek narciarski i trener. Najlepsze wyniki w Pucharze Świata osiągnął w sezonie 1989/1990, kiedy zajął 39. miejsce w klasyfikacji generalnej.
Startował na mistrzostwach świata w Val di Fiemme, Falun i Thunder Bay, mistrzostwach świata w lotach w Harrachovie, Tauplitz i Planicy oraz igrzyskach olimpijskich w Albertville i Lillehammer, ale bez sukcesów.
W sezonie 2018/2019 został trenerem kadr młodzieżowych reprezentacji Włoch w skokach narciarskich.
Brat działacza sportowego Sandro Pertile.

## Puchar Świata w skokach narciarskich

### Miejsca w klasyfikacji generalnej
- sezon 1985/1986: -
- sezon 1986/1987: -
- sezon 1989/1990: 39.
- sezon 1990/1991: 44.
- sezon 1991/1992: -
- sezon 1992/1993: -
- sezon 1993/1994: 55.
- sezon 1994/1995: 58.

## Puchar Świata w lotach narciarskich

### Miejsca w klasyfikacji generalnej
- sezon 1993/1994: 17

## Mistrzostwa Świata w lotach
- Indywidualnie
  - 1992 Harrachov (CSK) – 22. miejsce
  - 1994 Planica (SLO) – 17. miejsce
  - 1996 Bad Mittendorf (AUT) – 41. miejsce

## Igrzyska Olimpijskie
- Indywidualnie
  - 1992 Albertville (FRA) – 38. miejsce (duża skocznia), 52. miejsce (normalna skocznia)
  - 1994 Lillehammer (NOR) – 32. miejsce (duża skocznia), 31. miejsce (normalna skocznia)

## Mistrzostwa Świata
- Indywidualnie
  - 1991 Val di Fiemme (ITA) – 43. miejsce (duża skocznia), 23. miejsce (normalna skocznia)
  - 1993 Falun (SWE) – 28. miejsce (duża skocznia), 46. miejsce (normalna skocznia)
  - 1995 Thunder Bay (CAN) – 32. miejsce (duża skocznia), 44. miejsce (normalna skocznia)